# Soyouz TMA-15

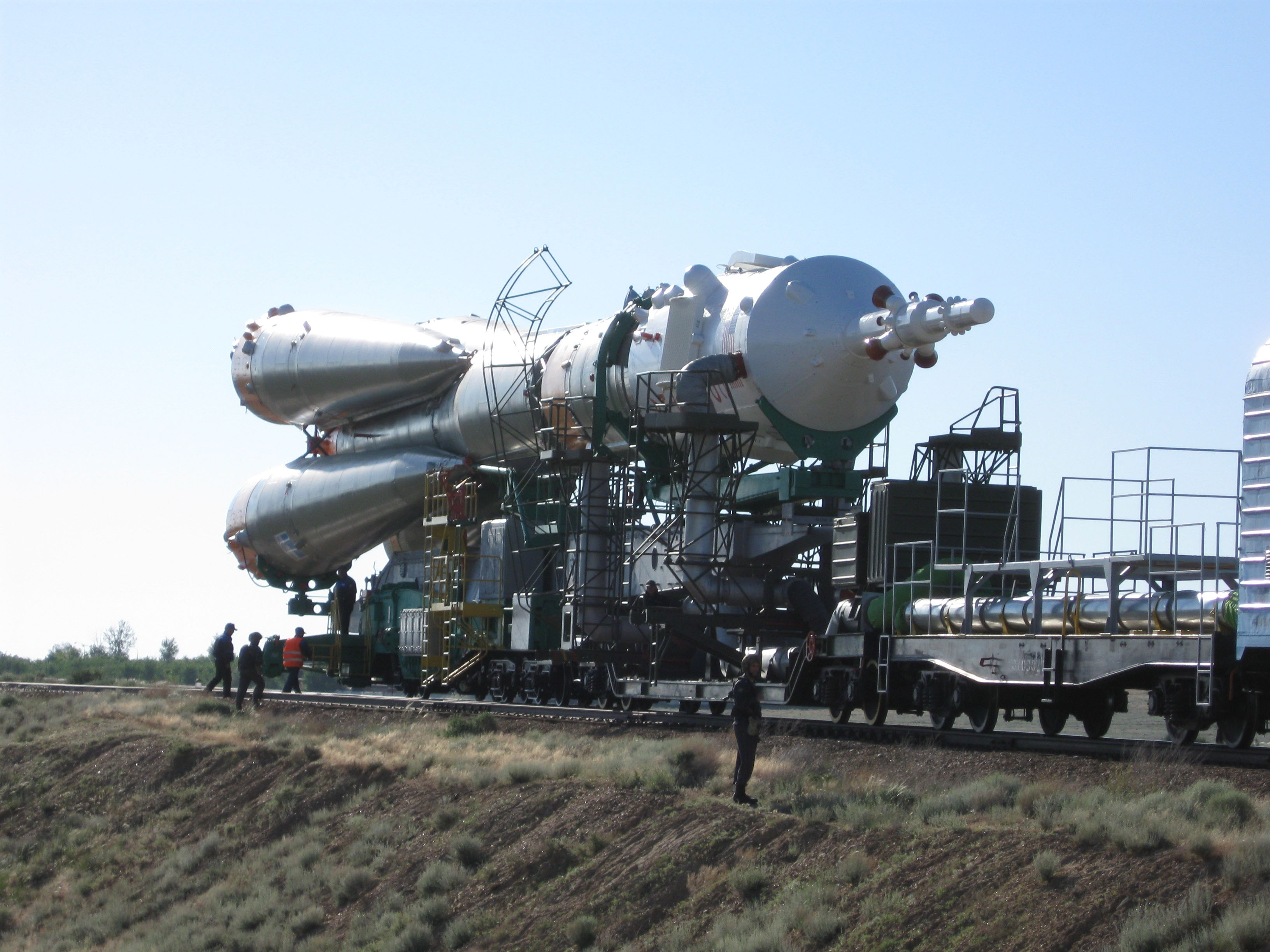
Soyouz TMA-15 se dirigeant vers le pas de tir

Soyouz TMA-15 est une mission spatiale dont le décollage a eu lieu le 27 mai 2009 à 10 h 34 GMT depuis le cosmodrome de Baïkonour. Elle assure le transport de trois membres de l’équipage de l’expédition 20 à la Station spatiale internationale. TMA-15 est le 102e vol d’un vaisseau spatial Soyouz. Soyouz TMA-15 atterrit le 1er décembre 2009 à 7:17 UTC.

## Équipage
- Commandant : Roman Romanenko (1),  Russie
- Ingénieur de vol 1 : Frank De Winne (2),  Belgique
- Ingénieur de vol 2 : Robert Thirsk (2),  Canada

Le chiffre entre parenthèses indique le nombre de vols spatiaux effectués par l'astronaute, Soyouz TMA-15 inclus.